# Jean-Baptiste Collignon
Pour les articles homonymes, voir Collignon.
Jean-Baptiste Colignon (1734-1794) est un éditeur et imprimeur français du XVIIIe siècle. Il fut victime de la Terreur sous la Révolution française.

## Biographie
Fils de Pierre Collignon, Jean-Baptiste Collignon naît à Metz dans les Trois-Évêchés, le 7 janvier 1734. Il est reçu « Libraire » en janvier 1771. Reçu « Imprimeur » en avril 1772, Collignon ouvre une librairie à Metz. La librairie  « À la Bible d'or », située sur la Place Saint-Jacques de Metz, restera en activité de janvier 1771 à novembre 1793.
Arrêté en novembre 1793 à Metz, Jean-Baptiste Collignon est condamné à mort par le Tribunal révolutionnaire, le 9 Germinal de l'an II, soit le 29 mars 1794, comme conspirateur, « en imprimant et distribuant des ouvrages tendans à ébranler la fidélité des citoyens ».
Son fils Christophe-Gabriel Collignon, imprimeur à Châlons-sur-Marne, lui succéda.